# L'Ordre des Pierres
L'Ordre des Pierres est un album de la série de bande dessinée Valérian et Laureline créée par Pierre Christin, scénariste, Jean-Claude Mézières, dessinateur et Evelyne Tran-Lê, coloriste.

## Synopsis
L'Ordre des Pierres utilise les « Wollochs », entités parallélépipédiques noires dont on ne sait si ce sont des êtres, des machines ou les deux, et qui sont leur propre source d’énergie, leur propre véhicule spatial et leur propre arme, pour restaurer le Chaos primordial de l’univers. Selon les maîtres invisibles du Grand Rien, l’Ordre des Pierres doit faire table rase de toutes les civilisations afin que le temps s’ouvre à nouveau et que tout puisse recommencer autrement. Mais les terriens, représentés par Valérian et Laureline, n’entendent pas disparaître sans la moindre trace, et réagissent.